# Pilopleura koso-poljanskii
Pilopleura koso-poljanskii är en flockblommig växtart som beskrevs av Boris Konstantinovich Schischkin. Pilopleura koso-poljanskii ingår i släktet Pilopleura och familjen flockblommiga växter. Inga underarter finns listade i Catalogue of Life.